# Museo de Ituzaingó
El Museo de Ituzaingó «Clarisse Columbie de Goyaud» fue un museo situado en Ituzaingó. Fue creado y dirigido Rolando Goyaud, en 1975 y abierto oficialmente al público en 1984. El Museo exhibía piezas fósiles, armas, vestidos, animales embalsamados, pinturas, esculturas, maquinarias y objetos varios relacionados con la historia de la ciudad. Su biblioteca cuenta con libros de los siglos XVIII, XIX y XX en castellano, italiano, alemán e inglés, libros editados en Ituzaingó y una gran hemeroteca.

## Historia
En su juventud, Rolando Goyaud comenzó a clasificar la colección familiar de objetos antiguos. Este proyecto personal amplió sus dimensiones hasta convertirse en el Museo de Ituzaingó “Clarisse Columbie de Goyaud”, fundado en 1975, ubicado en la calle Pirán 582, Ituzaingó, provincia de Buenos Aires. El Museo reúne objetos y testimonios relacionados con la historia de la ciudad, fundada en 1872, y del partido de Morón, del que se separó la ciudad en 1995.

## Servicios de Museo
- Exposiciones itinerantes de fósiles, materiales aborígenes, minerales, animales embalsamados, armas, indumentaria, máquinas, herramientas, aparatos, instrumentos, objetis varios, pinturas y esculturas.
- Visitas guiadas para escuelas e instituciones. Participación interactiva ("Permitido tocar"), se accionan máquinas y aparatos.
- "Archivo de la Palabra": 65 voces grabadas de antiguos vecinos.
- Archivo de fotografías, daguerrotipos, mapas, planos, croquis, periódicos, libros de actas, pasaportes, certificados de nacimiento, documentos personales, libretas de casamiento, cartas, testamentos, tarjetas postales antiguas.
- Biblioteca:
  - Libros de los siglos XVIII, XIX y XX en castellano, italiano, alemán e inglés.
  - Libros editados en Ituzaingó.
  - Colecciones de diarios y revistas nacionales y extranjeras de los siglos XIX y XX.
- Archivo de publicaciones del Museo: históricas, anecdóticas y de proyectos de preservación del patrimonio local.
- Archivo del Museo del Tango: partituras, álbumes de artistas, fotografías. 2000 discos de pasta, 6000 piezas musicales grabadas, 250 grabaciones de autores y cantantes locales.
- Archivo de genealogías de las familias tradicionales de Ituzaingó.
- Archivo de certificados de procedencia de objetos en exposición.
- Tour histórico-turístico de medio día y día completo para conocer el patrimonio del Municipio.